# You and Me (låt av Takasa)
You and Me är en låt med den schweiziska musikgruppen Takasa. Låten är skriven av Georg Schlunegger.

## Eurovision
I september 2012 skickade Takasa (då Heilsarmee) in låten till Schweiz nationella uttagning till Eurovision Song Contest 2013. Efter en internetomröstning i slutet av oktober som innehöll 175 bidrag var låten en av de fyra som fick flest poäng och gick vidare till finalen Die grosse Entscheidungs Show där totalt 9 bidrag kom att tävla mot varandra.
Den 15 december 2012 deltog de med låten i den nationella uttagningsfinalen. Efter telefonomröstningen stod det klart att de hade vunnit tävlingen. De vann med totalt 37,54 procent av rösterna, vilket var 20,28 procent mer än vad tvåan Carrousel hade fått.
Genom segern kommer Takasa att få representera Schweiz med låten i Eurovision Song Contest 2013 som kommer att hållas i Malmö i Sverige. Den kommer att framföras i någon av de två semifinalerna som hålls den 14 och 16 maj 2013.

## Singel
Den 14 december 2012, dagen innan Die grosse Entscheidungs Show, släpptes låten för digital nedladdning som Takasas debutsingel på både Itunes och Amazon.

## Spårlista
| 1. | You and Me | 2:54 |

## Video
Den 4 oktober 2012 laddades promovideon upp på Youtube, detta inför internetomröstningen som var den första fasen av Schweiz uttagning till Eurovision Song Contest. Videon som visar medlemmarna i Takasa framföra låten medan de åker rulltrappa hade i december 2012 fler än 300 000 visningar. En andra video släpptes den 14 mars 2013, i och med att gruppens nuvarande namn offentliggjordes. I denna video åker gruppens medlemmar runt i en röd bil samtidigt som de sjunger låten.

## Personal
- Sarah Breiter – bakgrundssång
- Jonas Gygax – elgitarr
- Katharina Hauri – trumma, bakgrundssång
- Christoph Jakob – sång
- Emil Ramsauer – kontrabas, elgitarr
- Michel Sterckx – trombon